# Håksbergsfältet

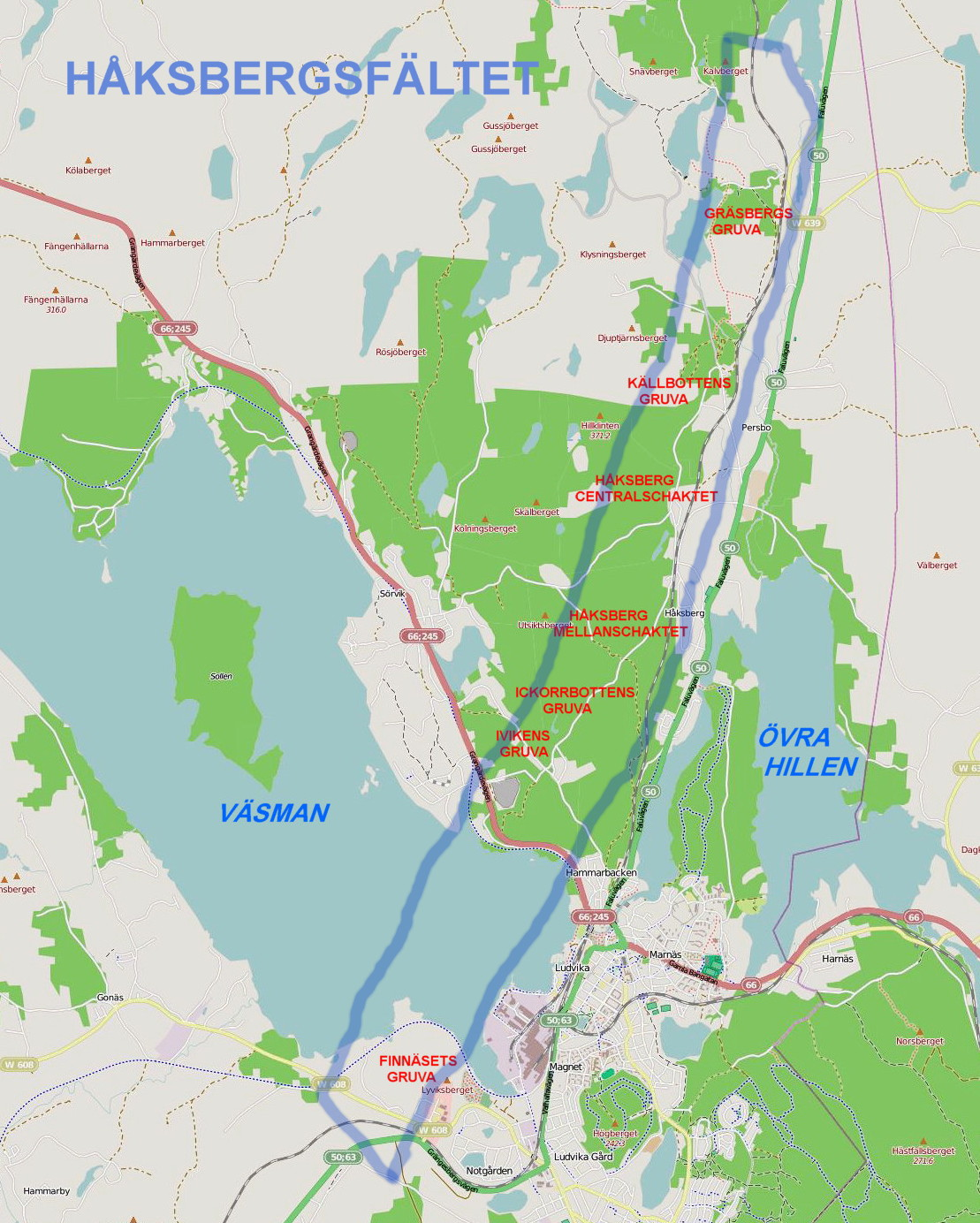
Karta över Håksbergsfältet (ljusblå)

Håksbergsfältet är ett malmfält med övervägande järnmalm i Ludvika kommun. I fältet har malmbrytning ägt rum från 1740-talet fram till 1979. Håkbergsfältet har sitt namn efter orten Håksberg.

## Historik
Till Håksbergsfältet hörde sammanlagt 113 utmål. De mest kända är Håksbergs, Källbottens, Ickorrbottens och Ivikens gruvor.
Redan före 1740-talet förekom mindre brytning i närheten av dagens centralschakt i Håksberg. Driften av Håksbergs gruvor präglades av perioder med intensiv verksamhet och flera nedgångar med stängning. År 1913 förvärvades Norra Håksbergs Gruvaktiebolag av ett österrikiskt företag, som bildade Håksbergs Nya Gruv AB. 1918 byggdes ett nytt centralschakt med lave och ett nytt anrikningsverk. Efter första världskriget uppstod svårigheter med avsättningen för malmen och verksamheten minskade för att helt avstanna den 1 februari 1921. I april 1926 var hela gruvan vattenfylld.
År 1937 förvärvades gruvorna i Håksbergsfältet av en tysk företagsgrupp bestående av Kruppkoncernen, Hoesch och Gutehoffnungshütte (se Lekombergsgruppen). Gruvdriften moderniserades med en central lave och en ny anrikningsanläggning som möjliggjorde effektivare brytning och transporter. Efter andra världskriget återgick ägandet till svenska företag och verksamheten moderniserades och drevs under olika bolag fram till stängningen 1979. År 1980 återgick även gruvrättigheterna till svenska staten och 1981 stängdes länspumparna och gruvorna vattenfylldes igen.

## Läge och utbredning

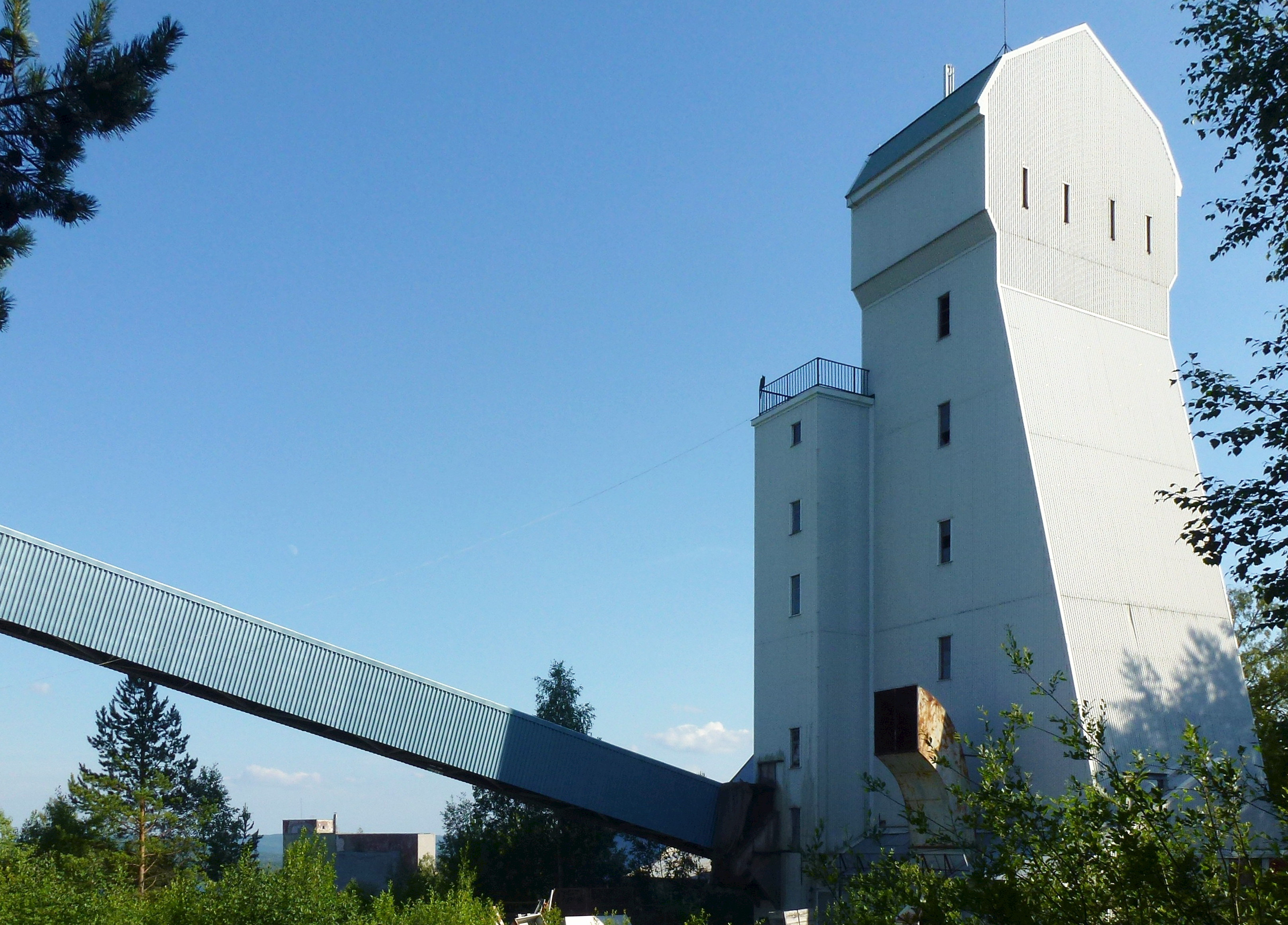
Laven över Håksbergs gruvas centralschakt i juli 2014

Håksbergsfältet ligger nordväst om Ludvika och är del av ett malmstråk som är 17 kilometer långt och cirka 500 meter brett. Detta spänner över ett område från strax söder om sjön Väsman och i nordnordostlig  riktning, under Väsman och ända bort till  Tyskgruvan i Smedjebackens kommun. Fältets kärnområde är cirka 7 kilometer långt och sträcker sig från Ivikens gruva i söder till Källbottens gruva i norr. Malmkropparna ligger parallellt, är 50 till 800 meter långa och 5 till 35 meter breda. De enskilda malmkropparna har brant sidostupning mot öster, vanligen över 60 grader. Järnhalten uppgår till cirka 36 procent. Genom provborrningar som utfördes på 1950- och 1970-talen kan man uppskatta de kvarvarande malmtillgångarna i Håksbergsfältet till drygt 36 miljoner ton ner till 800-metersnivån. Den riktigt stora malmfyndigheten ligger under Väsman. Enligt gruvbolaget Nordic Iron Ores undersökningar kan det finnas så mycket som 600 till 650 miljoner ton järnmineraliseringar, med i genomsnitt 28-30 procent järn, i marken ner till 300 meter under sjön.

## Planer på ny brytning
År 2008 grundades Nordic Iron Ore med ambition att återuppta gruvdriften i Blötberget och Håksberg. I december 2011 fick Nordic Iron Ore en bearbetningskoncession som löper under 25 år. Företaget planerade driftstart för ny brytning i Håksbergsfältet för år 2015. Åtta år senare (2023) var inte någon brytning igång. Företaget menade att alla tillstånd var på plats men att det behövdes "bra leveransavtal" för att kunna öppna gruvorna. Någon tidsaxel är inte känd.